# Jelena Mielnikowa
Jelena Władimirowna Czepikowa z d. Mielnikowa (rus. Елена Владимировна Чепикова z d. Мельникова; ur. 17 czerwca 1971 w Artiomowskim) – rosyjska biathlonistka, brązowa medalistka igrzysk olimpijskich i pięciokrotna medalistka mistrzostw świata juniorów.

## Kariera
Pierwsze sukcesy w karierze osiągnęła w 1990 roku, kiedy na mistrzostwach świata juniorów w Sodankylä zdobyła złote medale w sprincie, biegu indywidualnym i sztafecie. Na rozgrywanych rok później mistrzostwach świata juniorów w Galyatető była ponownie najlepsza w biegu indywidualnym i sztafecie.
W Pucharze Świata zadebiutowała 15 grudnia 1990 roku w Les Saisies, zajmując drugie miejsce w sprincie. Tym samym już w swoim debiucie nie tylko zdobyła punkty, ale od razu stanęła na podium. W zawodach tych rozdzieliła Niemki: Uschi Disl i Kerstin Moring. Było to jednocześnie jedyne podium wywalczone przez nią w zawodach tego cyklu. Najlepsze wyniki osiągnęła w sezonie 1991/1992, kiedy to zajęła 21. miejsce w klasyfikacji generalnej.
W 1992 roku wspólnie z Jeleną Biełową i Anfisą Riezcową wywalczyła brązowy medal w sztafecie na igrzyskach olimpijskich w Albertville. Reprezentowała tam Wspólnotę Niepodległych Państw. Był to jej jedyny start w zawodach tego cyklu. Nigdy nie wystąpiła na mistrzostwach świata.
Jej mężem jest Siergiej Czepikow.

## Osiągnięcia

### Igrzyska olimpijskie
| Rok  | Miejscowość | Konkurencje | Konkurencje | Konkurencje | Konkurencje | Konkurencje | Konkurencje | Konkurencje |
| Rok  | Miejscowość | IN          | SP          | PU          | MS          | RL          | MR          | SR          |
| ---- | ----------- | ----------- | ----------- | ----------- | ----------- | ----------- | ----------- | ----------- |
| 1992 | Albertville | –           | –           | nd.         | nd.         | 3.          | nd.         | –           |

### Puchar Świata

#### Miejsca w klasyfikacji generalnej
| Sezon     | Miejsce |
| --------- | ------- |
| 1990/1991 | 25.     |
| 1991/1992 | 21.     |

#### Miejsca na podium chronologicznie
| Lp. | Dzień      | Rok  | Miejscowość | Konkurencja      | Lokata | Pudła | Czas biegu | Strata | Zwycięzca  |
| --- | ---------- | ---- | ----------- | ---------------- | ------ | ----- | ---------- | ------ | ---------- |
| 1.  | 15 grudnia | 1990 | Les Saisies | Sprint na 7,5 km | 2.     | 0+2   | 27:25,0    | +14,4  | Uschi Disl |